# Prix littéraire russe Mikhaïl-Lermontov
Le prix littéraire russe Mikhaïl-Lermontov (en russe : Всероссийская литературная премия имени Михаила Юрьевича Лермонтова)  est décerné chaque année depuis 2000 pour honorer la fidélité manifestée aux traditions littéraires de l'écrivain russe Mikhaïl Lermontov par des œuvres ayant reçu une reconnaissance publique, ainsi que pour récompenser des contributions de valeur exceptionnelle à l'étude de l'œuvre de Lermontov.

## Création
Créé en 2000, le prix ne porte le nom actuel que depuis 2007. Deux prix sont décernés pour des réalisations littéraires exceptionnelles : un prix destiné à mettre en valeur une contribution à la formation de l'espace culturel de la ville de Penza, et un prix dans la catégorie jeune talent touchant le domaine de la littérature, la musique, les beaux-arts .
Le prix a été créé par l'Union des écrivains de Russie, le gouverneur de la région de Penza, le musée-réserve de l'État de Tarkhany.
Né à Moscou, Lermontov a passé son enfance dans l'ancien manoir de sa grand-mère, dans le village de Tarkhany (gouvernement de Penza).

## Écrivains
Parmi les nombreux écrivains récipiendaires du prix Mikhaïl-Lermontov on peut citer : Rassoul Gamzatov en 2003, Yossif Kobzon en 2017, Zakhar Prilepine en 2018.